# John D'Angelico
John D'Angelico (Little Italy, 1905 – Manhattan, 1º settembre 1964) è stato un liutaio statunitense famoso per le sue chitarre Archtop realizzate a mano.
Viene ricordato per essere stato il fondatore della D'Angelico Guitars e mentore di Jimmy D'Aquisto.

## Storia
John D'Angelico Nacque nel 1905 da una famiglia di immigrati napoletani. Suo padre Philip faceva il sarto e la famiglia viveva a Mott Street. A nove anni imparò il mestiere da suo prozio, il liutaio Raphael Ciani, che costruiva violini e mandolini nella bottega a Kenmare Street n°57. Per approfondire il mestiere studiò la costruzione di violini con il liutaio immigrato Mario Frosali che abitava nel West Fifty-first Street. Fu così che pose le basi per lo studio delle chitarre Archtop. Ciani morì nel 1923 e John, ormai diciottenne e capace del lavoro, portò avanti il suo negozio.

### Negozio in proprio
Nel 1932 D'Angelico aprì il proprio negozio a Little Italy, al 40 Kenmare Street. Qui ci fu il picco massimo di produzione per il giovane D'Angelico che arrivò a produrre una media di 35 strumenti all'anno con l'aiuto di 2-3 apprendisti. Usò come modello di ispirazione quello delle Gibson Company che si usavano a quei tempi nelle big band. Prima del '32 arrivò ad avere 15 dipendenti.
Intorno al 1939, con lo scoppio della seconda guerra mondiale, la fama di John D'Angelico crebbe. Diventato un grande liutaio, molti chitarristi lo sceglievano per l'alta qualità sonora e visiva. Questo attirò l'attenzione di grandi aziende produttrici di strumenti alle quali però rispondeva:
"Voglio costruire chitarre con il mio nome e per i miei clienti e questo è il modo di farlo. Per me questo è qualcosa che va ben oltre i soldi".

### Giovani apprendisti
Nello staff D'Angelico c'erano alcuni giovani apprendisti tra i quali Jimmy D'Aquisto: un giovane chitarrista jazz che divenne suo aiutante nel 1952 all'età di 17 anni. Diventò il suo unico assistente dal 1959 fino alla morte del maestro. Nel 1959 D'Angelico dovette spostare il suo negozio dall'altra parte della strada per problemi di inagibilità dell'edificio. In quel momento la produzione si aggirava sui 15 strumenti annuali ed erano creati da D'Aquisto sotto la guida di D'Angelico. All'inizio degli anni sessanta, D'Angelico soffrì seri problemi di salute e l'incarico della produzione passò proprio a D'Acquisto che portò avanti il negozio ed il nome del maestro fino alla morte di D'Angelico.

### La morte
John D'Angelico morì il 1º settembre 1964 per insufficienza cardiaca.

## Riconoscimenti
Il banco da lavoro di D'Angelico e D'Aquisto è stato messo in mostra al National Music Museum.

## Le chitarre
In 32 anni di attività, John D'Angelico ha costruito a mano 1.164 chitarre. Queste chitarre venivano vendute al prezzo dei modelli costruiti in fabbrica ma oggi sono vere opere d'arte incluse nei musei che rappresentano il design dello stile Art Deco. A partire dal 1937 D'Angelico creò principalmente quattro modelli Archtop con foro a forma di f rifacendosi al modello Gibson L5:

### Style A
Era la chitarra base D'Angelico ed era la più venduta fino al 1945. Con corpo da 17 pollici (43 cm) è dotata di finiture argentate Grover Deluxe.

### Style B
Chitarra che è stata introdotta nel 1936 ha un corpo da 17 pollici (43 cm) ed è dotata di finiture argentate Grover Deluxe.

### Excel
Chitarra con single cutaway (Spalla mancante) con corpo da 17 pollici (43 cm) è dotata di parti meccaniche Grover Imperial dorate e fermacordiera a scalini. Chitarra con dotazione di Humbucker per l'amplificazione.

### New Yorker
La più famosa della serie, ne è diventata per il suo stile Arte Moderna. È dotata di parti meccaniche Grover Imperial dorate e fermacordiera a scalini. Il suo corpo è da 18 pollici (45 cm) e ne sono stati costruiti 300 modelli.